# ホンダ・レーシング

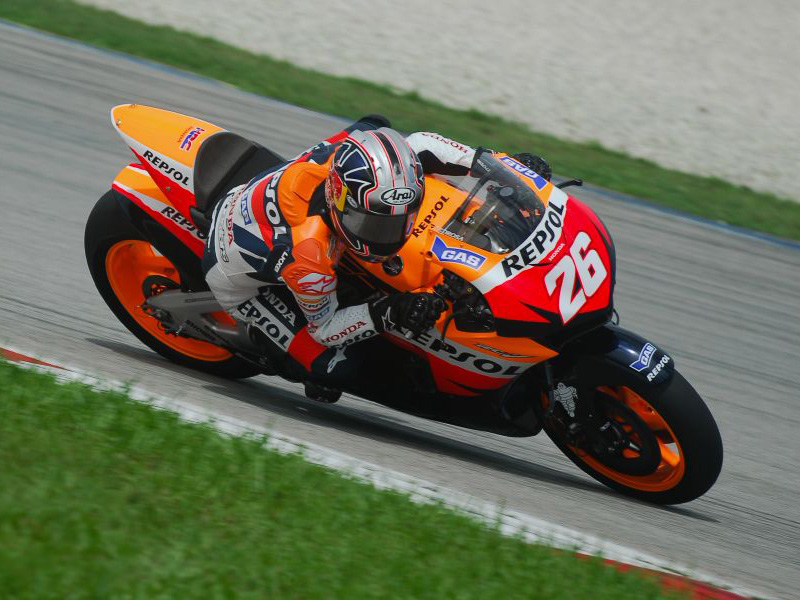
HRC製MotoGPマシン・RC212V（2007年型）

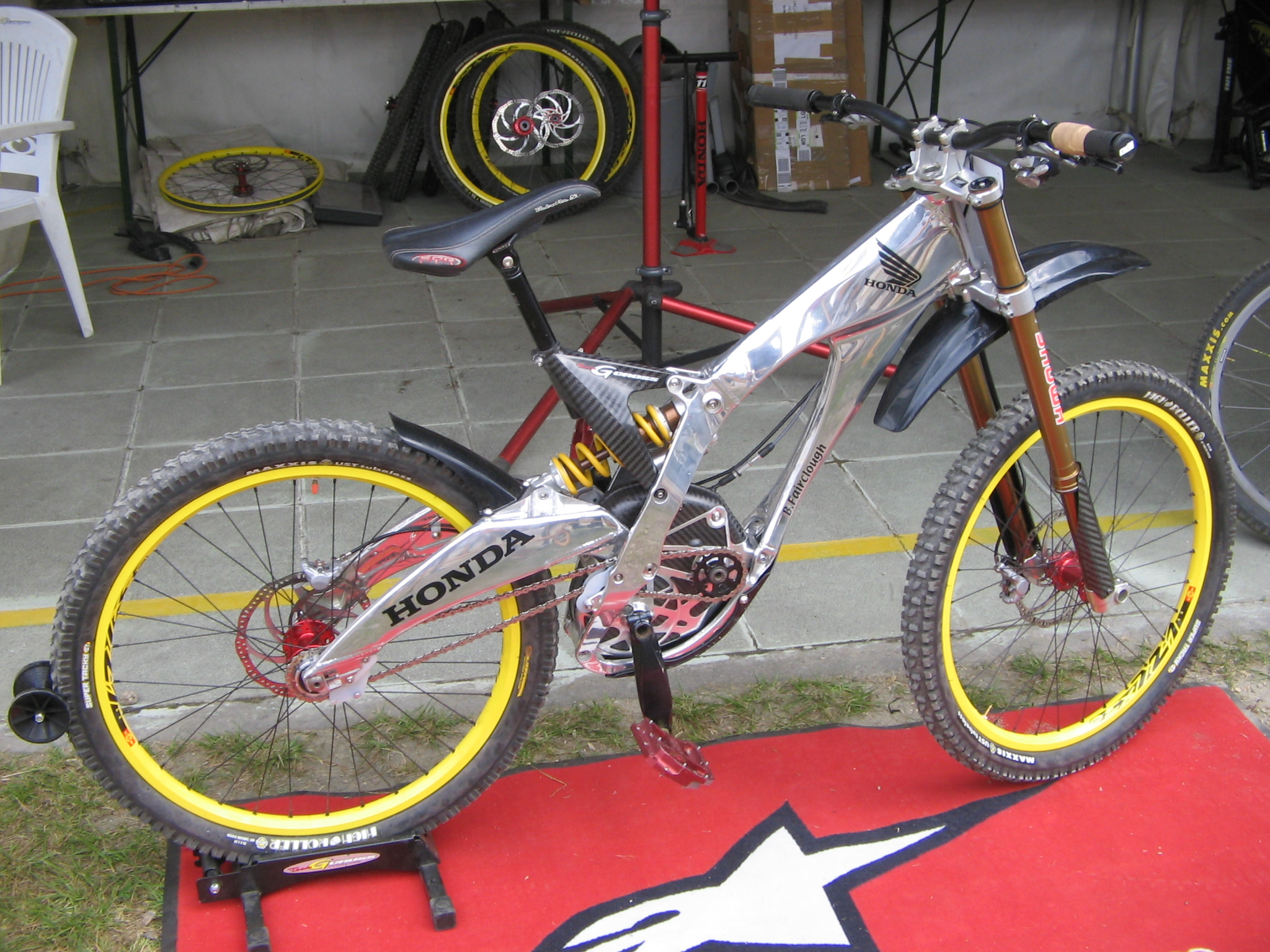
HRCが開発したダウンヒル用マウンテンバイク・RN-01

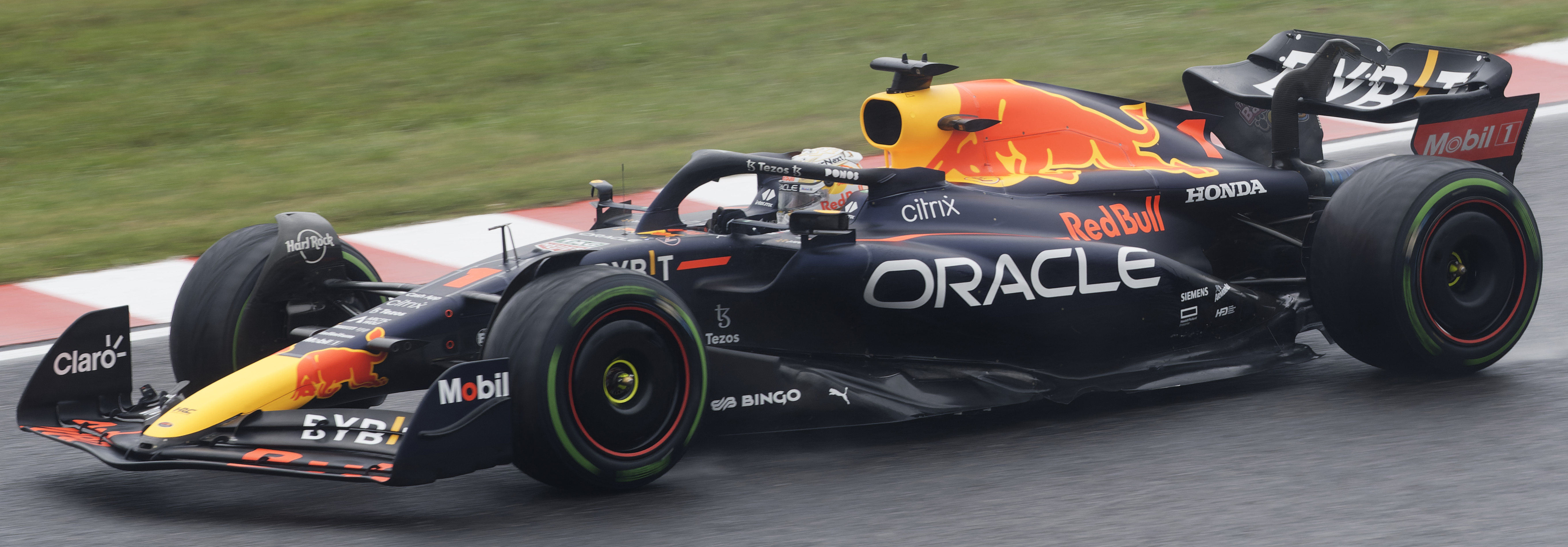
HRC製パワーユニットを搭載したF1マシン

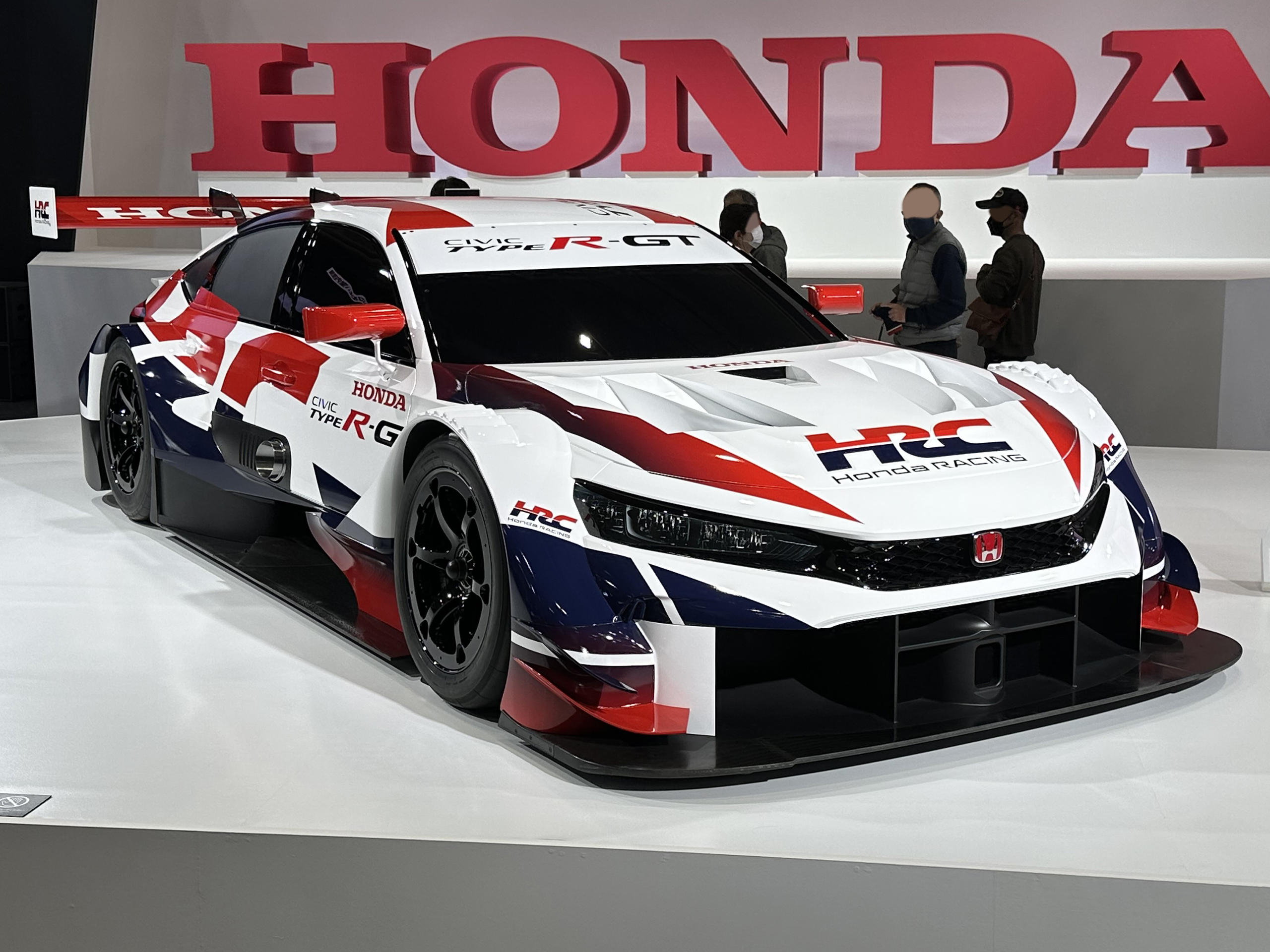
HRC製SUPER GTマシン・シビック・タイプR-GTコンセプト

株式会社ホンダ・レーシング(英語表記のHonda Racing Corporationのそれぞれ頭文字から略称はHRC、読み：エイチ・アール・シー)は、本田技研工業出資のモータースポーツ専門会社。本社は埼玉県朝霞市に所在。2025年現在は、朝霞以外に栃木県さくら市（HRC Sakura）、日本国外ではスペイン・イギリス（HRC UK）・アメリカ（HRC USA）に子会社及び拠点を有する。

## 概要
国内外の主要2輪4輪モータースポーツにおいてホンダのワークス・チームとしての活動及びワークスマシン開発、プライベーター向けレースベースマシンやキットパーツの開発・販売を主な業務とする。
二輪モータースポーツの社会的認知を高め、またレース活動の効率化と一般ユーザーへの還元を目的として、既に別会社として1973年に設立され世界耐久選手権にRS1000を参戦させるなどしていたレーシング・サービス・センター(RSC)と、本田技術研究所内においてロードレース世界選手権にNR500を開発・参戦させていた開発チームNRブロックが一本化されるかたちで1982年に設立された。
市販車ベースのワークスマシン開発とレース用パーツ供給でプライベーターの活動まで支援してきたRSCの組織体にNRブロックが持つ純粋レーシングマシンの開発体制が加わることで、効率的に頂点から裾野までのレース活動全体に携わる専門企業としての体制が整った。同時に、1959年のマン島TTレース出場に起源を持つヨーロッパにおけるレース活動の拠点を、島国であるイギリスから大陸にあるベルギーに移転させることで利便性の向上を図った。初代社長にはNRブロックの総責任者であった入交昭一郎が就任した。
レース専門の別会社としたことで、本社の業績に左右されにくい継続的なレース活動が実現できるようになった。これには、ホンダが乗用車の販売に注力することを理由に1967年から1978年にかけてロードレース世界選手権への参戦を休止したことで技術者の育成が滞り、市販車を含めた二輪車の開発力が低下したという反省があるものと考えられる。
1983年には早くもNS500でマニュファクチャラータイトルを獲得。その後もNSR500やRC211Vで数多くのタイトルを獲得するなど戦闘力の高いマシンを送り出し続けている。また市販レーサーでは下位カテゴリー向けのRS125Rや、草レース向けにもドリーム50Rを用意するなど底辺からもレースを広めるという会社設立の理念を反映したラインナップを整え、ハードの面から二輪モータースポーツの発展に貢献している。
変わったところでは、2002年よりマウンテンバイク・ダウンヒル競技専用自転車のRN-01を開発・製造し、マウンテンバイク・ジャパンシリーズおよびUCIワールドカップへ2007年まで機材を供給していた。さらにジャパンシリーズへは2003年から2006年までの間、チーム・G-CROSS・ホンダとしてワークス体制で参戦していた。なおこの時に得た材質加工技術がRC212Vで初採用された2輪車用シームレスミッションの開発に生かされているという。

### 二輪・四輪部門統合後
2022年から、四輪モータースポーツの開発拠点である「HRD Sakura」(本田技術研究所の一部門)をHRCに移管し、二輪部門はHRC二輪レース部となり引き続き埼玉県朝霞市に、四輪部門はHRC Sakura(HRD Sakuraから名称変更)を母体としたHRC四輪レース開発部となり栃木県さくら市に拠点を置くことになり、HRCが二輪・四輪を含めたホンダのモータースポーツ全般を統括することとなった。それに伴い、レッドブル・レーシング/スクーデリア・アルファタウリといったF1コンストラクターとの連携もHRCが担う。
2023年5月24日、ホンダは2026年からF1に復帰し、アストンマーティンF1チームにパワーユニットを供給すると発表した。F1パワーユニットの開発とホンダ側でのレース参戦・運営はHRCが担当する。
2023年12月、ホンダのアメリカのモータースポーツ子会社であるホンダ・パフォーマンス・デベロップメント(HPD)は、ホンダ・レーシング・コーポレーション・ユーエスエー(HRC US)となった。この変更に伴い、ホンダの2つの独立したモータースポーツ子会社は、1つのグローバルなHRC事業体として協力することになる。
2024年2月、2026年以降のF1復帰における欧州の拠点として、イギリスに現地法人「HRC UK」を設立した。ホンダ（旧HRD UK）のF1撤退後はレッドブル・パワートレインズ（RBPT）が使用していたミルトン・キーンズの拠点を買い戻し、2025年から稼働を開始した。
2025年からは新たにメモラビリア事業として、過去にレース用として製造したものの使用されず保管されていたスペアパーツ類などをコレクターズアイテムとして販売する事業を開始した。

## 主なモータースポーツ活動

### 二輪レース
ロードレース世界選手権(MotoGP)

2024年までの「レプソル・ホンダ」改め、2025年より「ホンダ・HRC・カストロール」として参戦中。また指定サプライヤーとして、2018年までMoto2クラスにエンジンを供給していた。さらにMoto3クラスのホンダユーザーのチームに対してワークススペック車両を供給している。
スーパーバイク世界選手権(SBK)
2002年までカストロール・ホンダとしてワークス参戦していたが、タイヤのワンメイク化をめぐり主催者側と対立。2003年以降は03年のSUGOにスポット参戦以降はワークス活動を休止し、プライベートチームへのマシン提供、ライダー派遣と07年まではエンジン供給・サポートのみにとどまっていたが、2019年に体制を一新。モリワキエンジニアリングとイタリアのアルティア・レーシングの合同チーム「Moriwaki Althea Honda Team」を全面的にバックアップする形で17年ぶりにワークスマシンを復活。さらに2020年にはHRC自らが18年ぶりにワークス・チームを組織して参戦することが発表された。
全日本ロードレース選手権(JRR)
2007年からはJSB1000クラスで活動を再開し、2019年まで活動を継続し、2020年以降はホンダチームへのキット開発などに専念している。スーパーバイク(SB)クラスに2002年まで、GP250には1996年を除いて1999年まで参戦していた。
鈴鹿8時間耐久ロードレース
2018年より10年ぶりにHRCワークスチームとしての活動を再開し、2022年に優勝を達成し2024年に3連覇を果たした。1997年から2006年まで続いたホンダの大会10連覇中、8勝がHRCによるものであった(2003年と2006年の鈴鹿8耐はHRCではないもののホンダ系チームで、ワークスマシンVTR1000 SPWの供給を受けていた桜井ホンダが2003年に、当時の8耐で存在した独自規定のXX-Formula仕様のCBR10000RR(SC57)を使用したF.C.C. TSR ZIP-FMが2006年にそれぞれ優勝している)。1998年から2006年まではメインスポンサーにたばこブランドがついていた(1998・1999年 ラッキーストライク、2000 - 2002年 キャビン、2003 - 2006年 セブンスター)。またHRCとして参戦していない期間もプライベートチームへのベースマシン提供・技術サポート、ワークスマシンの貸与は継続していた。
FIM世界耐久ロードレース選手権(FIM EWC)
ワークス参戦としてはシリーズに組み込まれている鈴鹿8耐のみであるが、プライベーター(TSRなど)を支援する形で継続
モトクロス世界選手権(WMX)
1979年に500ccクラスで初タイトルを獲得。以降39度のライダースタイトルを獲得し、現在も参戦中。
AMAモトクロス(AMX)/AMAスーパークロス(SX)/AMAスーパーモトクロス(SMX)
ホンダが2ストロークエンジンのCR250Mでモトクロス市場にデビューした1973年に初めてタイトル（AMAモトクロス250ccクラス）を獲得。以降も現在まで参戦中。
全日本モトクロス選手権(JMX)
2020年よりチームHRCとしてのワークス参戦停止(プライベーターを支援する形で継続)。
トライアル世界選手権(WTC)
参戦中。スペインのオートバイメーカー・モンテッサと技術提携を行っており、ワークス・チームのエントリー名はレプソル・モンテッサ・HRCとなっている。
ダカール・ラリー/世界ラリーレイド選手権(W2RC)
参戦していたフランスホンダからの要請を受けて、1982年からXR500Rの改造マシンを供与。その年のダカール・ラリーでシリル・ヌブーが優勝した。その後もフランスホンダへの協力という形で参戦を継続していたが、1986年からは水冷V型2気筒エンジン搭載のプロトタイプマシン・NXR750を投入、1989年まで4連覇を飾る。その後、1989年を最後にワークス参戦を中止したが、1995年には2ストロークエンジンの実験車両として400cc単気筒のEXP-2を送り込み、総合5位・排気量500cc以下クラス優勝を勝ち取っている。その後もホンダ車に乗るライダーへのサポートを継続していたが、2013年から24年ぶりにCRF450 RALLYでワークス参戦を復活し、この年のクロスカントリーラリー世界選手権を制覇した。ダカール復帰8年目の2020年には1989年以来31年ぶりとなる優勝を飾り、翌2021年も連覇した。2022年に誕生した世界ラリーレイド選手権では2022・2023年と製造者部門タイトルを連覇している。
バハ1000
北米のホンダ法人の企画が起源であるこのデザートレースでは、90年代後半以降は(ライバルのワークスが少ないということもあるが)ホンダの独壇場となっている。1997年から2013年までの間に17連覇を達成した。

### 四輪レース
フォーミュラ1(F1)
2021年までホンダF1が開発・製造していたF1用パワーユニット(PU)供給を、2022年シーズンよりHRCからレッドブル・パワートレインズ(RBPT)を通じて、レッドブル・レーシングとスクーデリア・アルファタウリ→RB・フォーミュラワン・チームにPUを供給する。RBPTではPUの調整を行いバッジネームをつけて使用する。HRCは2025年まで現行のPUの製造・組み立て・供給を継続すると発表した。
2026年から、アストンマーティンF1チームとパワーユニットを供給するワークス契約を結ぶことで合意した。F1パワーユニットの開発とホンダ側でのレース参戦・運営はHRCが担当する。
その他
全日本GT選手権およびSUPER GT・GT500クラスに参戦するNSX(NA1・NA2)→HSV-010→NSX→シビックタイプRの車両開発、スーパーフォーミュラへのエンジン供給など、従来HRD Sakuraが行ってきた日本国内のモータースポーツ活動についてもHRCが継承している。

## 主な製品

### 二輪
- ワークスマシン
  - NR500
  - NR750
  - NS500
  - NSR500
  - NSR500V
  - NSR250
  - RS250RW
  - RS125RW
  - RC211V(初期型までの開発は本田技術研究所朝霞二輪開発センターが担当)
  - RC212V
  - RC213V
  - NSF250RW
  - RVF
  - RVF/RC45
  - VTR1000SPW
  - CBR1000RRW
  - CBR1000RR-RW(※専ら鈴鹿8耐スペシャル仕様である)
- プライベーター向けGPマシン
  - NSR500V(プライベーターチーム用)
  - RCV1000R
  - RS250R
  - RS125R
  - NSF250R
- プライベーター向けマシン及びキットパーツ
  - RVF/RC45(EWC)(SBK)[19]
  - VTR1000 SP-1/2(EWC)(SBK)(JSB1000)(X-Formula)[20][21]
  - CBR954RR(EWC)(JSB1000)(X-Formula)[22][23]
  - CBR1000RR(EWC)(JSB1000)[24][25][26][27][28][29][30][31]
  - CBR1000RR-R(EWC)(JSB1000)(ST1000)[32][33]
  - CBR600F4i(ST600)(SS600)[34][35]
  - CBR600RR用(ST600)[36][37][38][39][40][41][42][43][44][45][46][47][48]
- アマチュアライダー向け・ワンメイクレース用マシン
  - NS50R
  - NSRmini
  - NSF100
  - NSR150
  - DREAM50R
  - GROM
  - CBR250R
  - CBR250RR
- トライアル向けマシン
  - TLM240R
  - TLM250R
  - TLM260R
  - TLR260
  - RTL250S
  - RTL250R
  - RTL250F
  - RTL260F
  - RTL300R

## 主な所属ライダー
※過去に所属したライダーを含む
- 阿部孝夫
- 木山賢悟
- 片山敬済
- 一ノ瀬憲明
- 山本昌也
- 東福寺保雄
- 福田照男
- 小林大
- 木下恵司
- 徳野政樹
- 山本陽一
- 三浦昇
- 清水雅広
- 八代俊二
- 黒川武彦
- 奥村裕
- 伊藤真一
- 宮城光
- 田口益充
- 新垣敏之
- 高柳弘樹
- 辻本聡
- 岡田忠之
- 宇川徹
- 加藤大治郎
- 武田雄一
- 小田切一剛
- 藤波貴久
- 井筒仁康
- 秋吉耕佑
- 玉田誠
- 清成龍一
- 青山博一
- 高橋巧
- フレディ・スペンサー
- ロン・ハスラム
- ワイン・ガードナー
- マイケル・ドゥーハン
- ダリル・ビーティー
- ジョン・コシンスキー
- コーリン・エドワーズ
- アーロン・スライト
- アレックス・バロス
- バレンティーノ・ロッシ
- ニッキー・ヘイデン
- ダニ・ペドロサ
- アンドレア・ドヴィツィオーゾ
- ケーシー・ストーナー
- マルク・マルケス
- アレックス・マルケス
- ホルヘ・ロレンソ
- ドギー・ランプキン
- アルバロ・バウティスタ
- ライア・サンツ
- トニー・ボウ
- Hiro T.A Sheene
- ポル・エスパルガロ

など